# Féminisme en Grèce
Le féminisme en Grèce naît peu après que l'idéologie féministe ait commencé à gagner en popularité au milieu du XIXe siècle et au début du XXe siècle au Royaume-Uni de Grande-Bretagne et d'Irlande et aux États-Unis, puis lentement dans le reste du monde. C'est alors que le mouvement commence à apporter des changements à la vie sociale et politique de la Grèce. En 1952, les femmes grecques obtiennent le droit de vote, mais d'autres changements ne sont intervenus que quelques décennies plus tard, par exemple l'introduction de changements radicaux dans le droit de la famille, en 1983,,. La Grèce signe la Convention sur l'élimination de toutes les formes de discrimination à l'égard des femmes et la ratifie en 1983.
Dans les grandes villes de Grèce, comme Athènes, les femmes jouent un rôle plus intégré dans la société et la communauté ; cependant, dans les zones rurales de la Grèce, il existe une forte tradition patriarcale. 
L'une des idées sous-jacentes qui alimentent cette structure est que les femmes sont naturellement associées au secteur domestique de la main-d'œuvre, qui a un poids plus faible que la main-d'œuvre plus importante dans laquelle les hommes sont généralement impliqués.

## Début duXXesiècle
Kallirrói Parrén (1859-1940), est souvent créditée d'avoir lancé le mouvement féministe en Grèce avec la création et la publication de son journal, Ephimerís ton kyrión (Εφημερίς των Κυριών, Journal des Dames), en 1887. Le journal de Parrén devient rapidement un symbole du changement social, servant à la fois de forum pour la promotion d'idéaux progressistes et la diffusion d'informations. L'influence de ses journaux s'étend sur les décennies à venir. D'une grande qualité littéraire, ils attirent l'attention sur la querelle des femmes et l'évolution du rôle des femmes en Grèce. La vision de Parrén marque une nouvelle ère qui dure une bonne partie de la première moitié du XXe siècle, qui mettait l'accent sur la justice sociale et l'égalité entre les sexes et qui commence par un changement social spectaculaire au sein de la structure familiale traditionnelle.

## Fin duXXesiècle
À partir des années 1950, la Grèce devient un État-nation. Nouvellement libérée de la domination de l'Empire ottoman depuis quatre siècles, la population grecque connaît la paix, mais une nouvelle question se pose sur la manière de diriger le pays dans sa liberté retrouvée. Le désir de s'occidentaliser, tout en revigorant les cultures et les traditions grecques, se manifeste. La question de savoir ce qu'il faut faire avec les rôles déjà présents dans la société, en particulier le rôle des femmes, s'est rapidement posée, sous le nom de querelle des femmes. Le féminisme et des points de vue plus progressistes sur les droits des femmes deviennent populaires, tout comme l'eurocommunisme, ce qui provoque des tensions.
En 1952, la loi 2159 est promulguée, donnant aux femmes le droit de vote. La première élection générale à laquelle une femme peut voter a lieu en 1956.
À partir des années 1960, l'emploi des femmes dans le secteur des services connait une forte augmentation, tout comme l'accès des femmes à l'enseignement supérieur. Dans les années 1970, le nombre de diplômes décernés aux femmes passe de 27 000 à 60 000. Toutefois, ce nombre représente encore environ 40 % du nombre de diplômes décernés aux hommes.
Le changement des normes et pratiques sexuelles commence dans les années 1970. Il devient plus courant et largement accepté que les femmes flirtent et se mélangent aux hommes avant le mariage. Cependant, la pratique selon laquelle les jeunes femmes non mariées doivent être escortées par un homme de leur famille est toujours répandue, tout comme les crimes d'honneur fondés sur la réputation d'une femme. 
Le contrôle des naissances, qui gagne du terrain dans la plupart des pays européens à cette époque, n'a pas connu un essor immédiat en Grèce. Au contraire, les avortements sont très populaires parmi les femmes grecques et, bien que cette pratique soit illégale, le nombre d'avortements augmente rapidement dans les années 1960 et 1970.
Malgré l'essor de la pensée et du questionnement féministe, le mariage reste l'objectif prédominant pour les femmes. Toutefois, cela ne s'applique qu'aux relations hétérosexuelles, l'homosexualité étant toujours désapprouvée.
De la fin des années 1970 au début des années 1980, on assiste à un afflux de magazines féministes et de groupes d'étudiants non affiliés ou motivés par un certain parti politique, malgré la tension historique entre l'eurocommunisme et le mouvement féministe. L'un de ces magazines, Skoupa, attire l'attention sur la nature problématique de l'association de la féminité à la maternité et sur les attentes des femmes en matière de désir d'enfant. Il critique également les conférences médicales au cours desquelles les femmes sont encouragées à ne pas utiliser de pilules contraceptives, et publie régulièrement des faits et des statistiques concernant l'avortement et la contraception, avec des données provenant de toute l'Europe.
Au milieu des années 1980, le droit de la famille qui a été jugé discriminatoire à l'égard des femmes est révisé et le gouvernement commence à mettre en œuvre certains des changements réclamés par les féministes grecques. L'avortement est légalisé en 1986.

## Eurocommunisme et féminisme
La Grèce s'étant enfin libérée de la dictature, l'eurocommunisme s'installe, notamment auprès de la jeune génération. De nombreux groupes d'étudiants se forment et deviennent particulièrement influents. La vague eurocommuniste entre rapidement en contact avec les nouveaux idéaux féministes qui balaient le pays, ce qui entraîne des tensions et des chevauchements.
À Athènes, un comité de femmes s'est formé, rassemblant de jeunes eurocommunistes influencés par ces idées féministes. Cette intersection soulevait des questions d'autonomie corporelle, notamment les droits reproductifs d'accès à l'avortement et à la pilule contraceptive, la discrimination sur le lieu de travail et la représentation au gouvernement. Le comité partage l'idée que les questions relatives aux droits des femmes sont intrinsèquement liées aux questions de conflit de classe, et choisit donc de se concentrer sur la paysanne dans ses doctrines.

## Le mouvement féministe

### Au foyer
Traditionnellement, l'enceinte domestique est le lieu de responsabilité de la femme grecque. Qu'elles s'occupent des tâches ménagères ou qu'elles cuisinent pour la famille, les femmes grecques s'acquittent efficacement de leurs devoirs à la maison. La maison est un facteur si important dans la vie d'une femme grecque que les gens comparent souvent la propreté de l'espace de vie au caractère de la femme qui l'habite. Les zones rurales, en particulier, sont très conservatrices en ce qui concerne les rôles de genre. Selon Mills, la perception traditionnelle des femmes dans la Grèce rurale est que le temps passé par une femme en dehors de la maison est une menace potentielle pour l'honneur de la famille (en). Cette perception découle d'une croyance grecque fondamentale selon laquelle l'honneur d'un homme dépend fortement de la pureté et de la modestie de sa femme, de sa sœur et de ses filles,.
En ce qui concerne le droit de la famille, un groupe de féministes commence à travailler pour démanteler les lois qui discriminent de manière flagrante les femmes, notamment celles qui exigent que les hommes soient chef de famille et que les femmes abandonnent leur nom de famille au moment du mariage. Le droit de la famille stipule également que les femmes peuvent se marier à partir de 14 ans, tandis que les hommes ne peuvent se marier qu'à partir de 18 ans.
En 1983, une nouvelle loi sur la famille est adoptée, qui prévoit l'égalité des sexes dans le mariage, abolit la dot et prévoit l'égalité des droits pour les enfants illégitimes,,.
La nouvelle loi sur la famille prévoit également le mariage civil et libéralise la loi sur le divorce (en). L'adultère est également décriminalisé en 1983. La loi 3719/2008 traite encore des questions familiales, notamment l'article 14 de la loi, qui réduit la période de séparation (nécessaire avant un divorce dans certaines circonstances) de 4 ans à 2 ans.

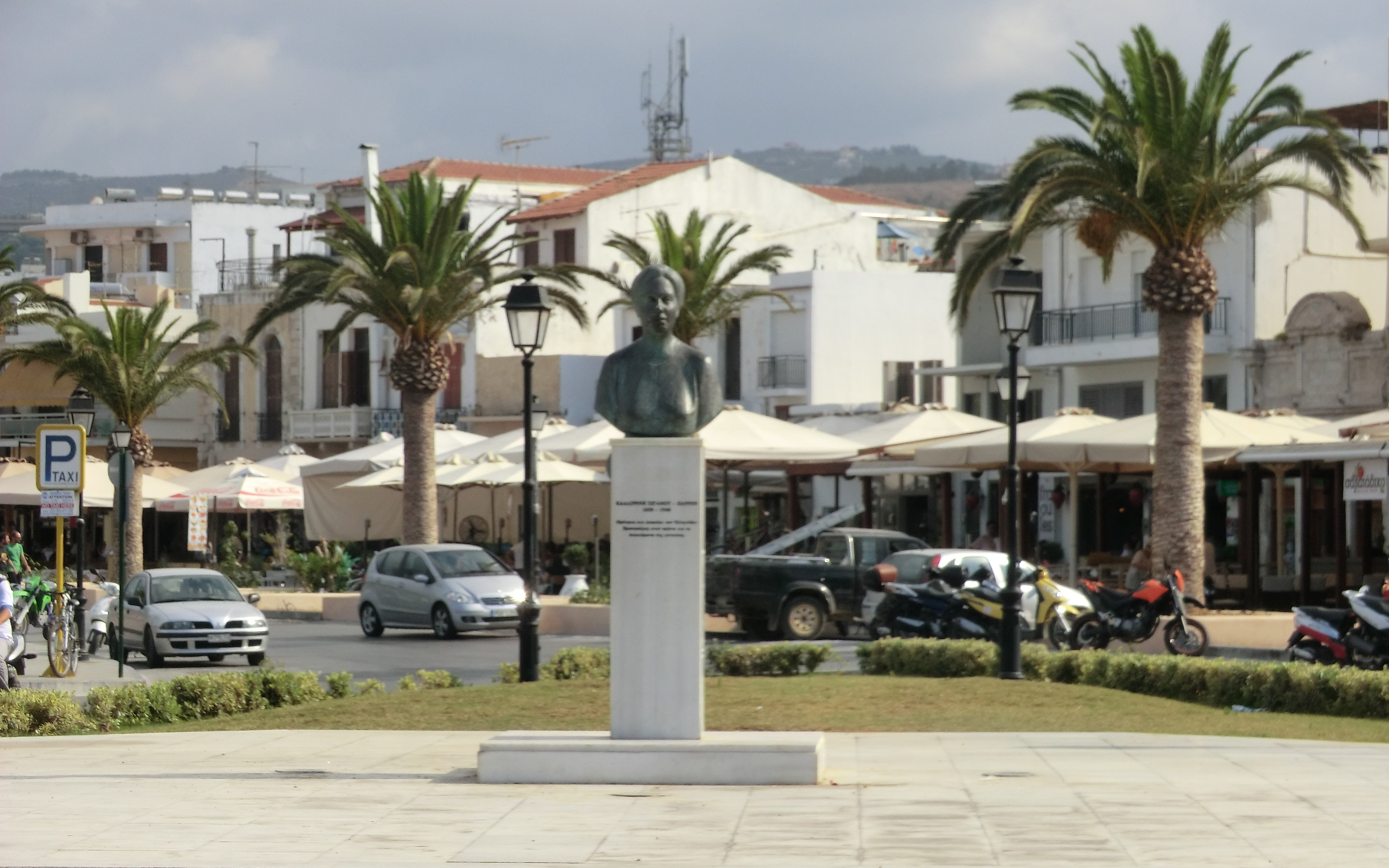
Buste de Kallirrói Parrén, à Réthymnon, qui a lancé le mouvement féministe en Grèce en fondant le journal Ephimerís ton kyrión (Εφημερίς των Κυριών, Journal des Dames), en 1887.

En ce qui concerne la reproduction, l'avenir et la taille d'une famille sont traditionnellement considérés comme dépendant de la volonté du mari. Dans une étude menée dans tout le pays, par Yannis Tauntas et al., la majorité des femmes en Grèce estiment que la contraception est la responsabilité de l'homme. Le fait de confier la responsabilité de la planification familiale à l'homme est en grande partie dû à une vision de la sexualité passive, dans laquelle les femmes grecques se disent « fécondées, sans prendre part au processus ». Au sein du foyer, la femme est chargée d'élever et de nourrir les enfants pendant que son mari est au travail. Cela fait partie de ses tâches domestiques à la maison. Un élément de contrôle que les femmes contrôlent souvent est celui des finances. Bien que de nombreuses femmes n'aient pas d'emploi dans le secteur formel du travail, elles continuent à établir un budget et à gérer les revenus.
Traditionnellement, la violence domestique est considérée comme un problème largement privé, mais les points de vue ont changé au cours des dernières décennies. En 2006, la Grèce promulgue la loi 3500/2006, « Pour combattre la violence domestique », qui criminalise la violence domestique, y compris le viol conjugal.
La Grèce a ratifié, en 2009, la Convention de Lanzarote, premier traité international qui traite des abus sexuels sur les enfants qui se produisent au sein du foyer ou de la famille.
La Grèce a également ratifié la Convention du Conseil de l'Europe sur la lutte contre la traite des êtres humains, en 2014.

### Dans le monde du travail
Efharis Petridou (en) est la première femme avocate en Grèce ; en 1925, elle rejoint le barreau d'Athènes,. En 1955, les femmes sont autorisées pour la première fois à devenir juges en Grèce.

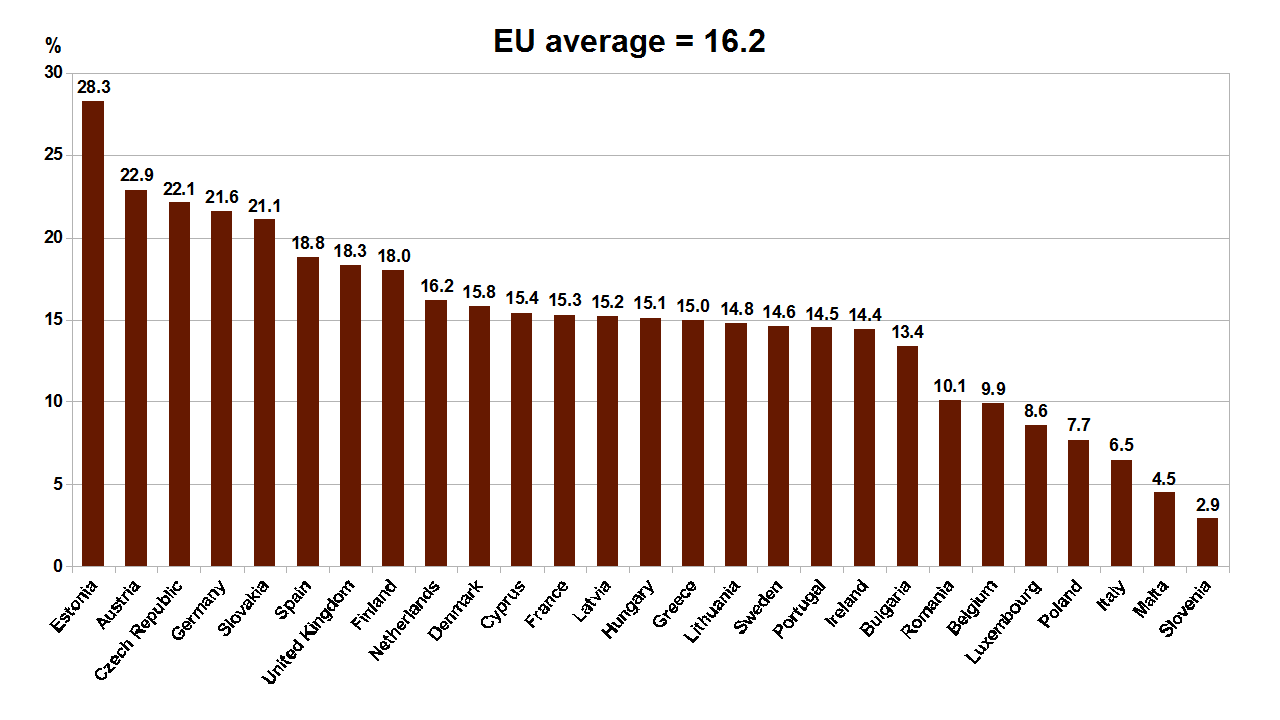
Écart de rémunération entre les sexes dans les salaires horaires bruts moyens, selon Eurostat (2014). La Grèce présente toujours l'un des écarts de rémunération entre les sexes les plus élevés d'Europe.

Selon les données de l'UNICEF, 52% de la population grecque est composée de femmes. Selon la Banque mondiale, la proportion de la main-d'œuvre féminine est passée de 36,1 % en 1990 à 44,1 % en 2019. En 2001, la Grèce a le deuxième plus grand écart d'emploi entre les sexes de l'Union européenne. Parmi les femmes qui ont un emploi dans le secteur formel, la plupart vivent dans les grandes villes. Dans les zones rurales de la Grèce, les femmes trouvent qu'il est particulièrement difficile de trouver un emploi dans un domaine autre que le travail agricole. Le faible nombre de femmes qui ont un emploi dans les communautés rurales peut être partiellement dû aux niveaux élevés de harcèlement sexuel auxquels elles sont confrontées sur le lieu de travail. Une autre explication de la faible participation au marché du travail est que des lois adéquates protégeant les femmes de la violence sexuelle n'ont pas été promulguées avant 1984.
Bien que le pourcentage de femmes sur le lieu de travail soit plus faible que dans de nombreux autres pays européens, ce sont les présomptions et les attitudes à l'égard de ce qu'implique un emploi qui rendent cette statistique troublante. Comme indiqué précédemment, dans les communautés rurales, il y a beaucoup moins de femmes dans la population active ; cependant, beaucoup de ces femmes ont un emploi à temps plein. Le temps que les femmes peuvent passer en dehors de leur foyer étant limité, beaucoup d'entre elles découvrent que la location de chambres dans leur maison ou la création d'un hôtel sur place peuvent générer un revenu suffisant. Ces femmes des communautés rurales peuvent également gagner un revenu en tant que femmes de ménage, couturières ou en tenant des boutiques touristiques. Ces emplois sont des prolongements du travail domestique de la femme et peuvent être facilement équilibrés tout en accomplissant les tâches quotidiennes au sein du foyer. Ironiquement, leurs occupations annexes peuvent rapporter un revenu plus important que l'argent généré par le travail de l'homme. Cependant, dans les petites sociétés rurales comme Kokkári, en Grèce, le travail des femmes n'est pas considéré comme un vrai travail et a donc moins de valeur symbolique que celui d'un homme. 
Au XXIe siècle, la Grèce aborde également plusieurs autres problèmes auxquels les femmes sont confrontées sur le lieu de travail. Par exemple, en réponse à la directive européenne 2002/73/CE, la Grèce promulgue la loi 3488/2006 contre la discrimination en matière d'emploi et de profession, fondée sur le sexe ou l'état civil et contre le harcèlement sexuel.

### Religion
La vie religieuse est considérée comme un aspect fondamental de la vie pour une partie importante de la population grecque. Selon un sondage réalisé en 2005, 81 % des Grecs croient en l'existence d'un Dieu. Ce pourcentage fait de la Grèce le troisième pays de l'Union européenne le mieux classé pour ce sondage. En outre, la foi orthodoxe grecque est reconnue comme la religion dominante de la société grecque. Dans les communautés urbaines et rurales, les femmes jouent un rôle actif dans la religion grecque et, en général, les femmes vont plus volontiers à l'église que les hommes. L'idée que les femmes sont plus dévouées à leur présence à l'église se retrouve dans toute la Méditerranée.
Malgré la constance des femmes à fréquenter l'église, la tradition (et non l'église officielle) restreint les femmes en raison de leurs processus physiologiques uniques. La tradition selon laquelle une femme n'est pas autorisée à entrer dans l'église pendant son cycle menstruel ou pendant quarante jours après l'accouchement est toujours respectée aujourd'hui ; cependant, elle est de moins en moins répandue chez les jeunes femmes. Pendant ces périodes, les femmes sont connues pour se tenir à l'extérieur de l'église et écouter le message. Traditionnellement, les femmes occupaient le côté gauche de la nef de l'église et les hommes le côté droit. Cette tradition est en train de disparaître rapidement, ce que l'on peut facilement constater si l'on assiste aujourd'hui aux offices de l'Église orthodoxe grecque.

### Politique
Pour de nombreux pays, dont la Grèce, l'idée des femmes en politique est jusqu'à récemment un sujet controversé. L'entrée des femmes dans l'arène politique a été très lente. En raison de cette faible représentation des femmes en politique, la Grèce s'est traditionnellement classée en bas de la liste pour la participation des femmes au gouvernement. La participation limitée des femmes grecques à la politique suggère que le stéréotype selon lequel les femmes sont mieux adaptées à un environnement domestique est encore répandu dans les communautés rurales et urbaines. Cependant, les femmes ont fait des progrès au cours des dernières années, et lors de l'élection de 2004, une femme nommée Helen Louri est nommée conseillère économique principale auprès du Premier ministre. Ces dernières années, la proportion de femmes en politique a rapidement augmenté, et en 2014, il y avait 21,0% de femmes au parlement. Dans l'actuel 14e mandat du Parlement grec, en 2021, il y a 56 femmes membres du parlement sur un total de 300.

## Réactions
Certains jeunes socialistes sont indifférents au mouvement féministe, d'autres y sont carrément hostiles. Les communistes pro-soviétiques reprochent aux comités de femmes de se concentrer sur la santé reproductive  et le droit à la contraception, affirmant qu'ils détournent l'attention de l'ensemble de la population en promouvant des idéaux néo-féministes au lieu de se concentrer sur la situation des femmes dans le monde du travail. Ils estiment que les idéaux mis en avant sont « bourgeois » et provoquent une divergence entre les hommes et les femmes, entravant ainsi la solidarité de la classe ouvrière.
En réponse, les opposants à ce soi-disant « néo-féminisme » publient des ouvrages et de la propagande vantant les avantages d'une structure familiale traditionnelle. Si l'homme n'est plus considéré comme le seul soutien économique du foyer, les femmes doivent continuer à s'efforcer d'être des mères, car un bon mariage est fondé sur l'amour véritable et, par conséquent, un enfant cimenterait cet amour. Le contrôle des naissances et l'avortement sont également désapprouvés, car la croyance veut que si une femme bénéficie du soutien financier de l'État pour concevoir un enfant, elle n'a pas besoin de contraception.

## Organisations de femmes en Grèce
La liste suivante indique les organisations nationales de femmes de Grèce :
- Association hellénique pour les droits des femmes,
- Mouvement panhellénique des femmes,
- Association internationale pour une économie féministe en Grèce,
- Union politique des femmes,
- Association des femmes grecques,
- Association d'études sur les femmes,
- Fédération des femmes grecques,
- Association des femmes grecques pour les professions juridiques,
- Forum européen des féministes de gauche - La capitale grecque,
- Association des femmes au foyer grecques,
- Organisation progressiste des femmes,
- Mouvement des femmes démocratiques,
- Association d'Athènes des femmes entrepreneurs et professionnelles.